# Burgweg 10 (Braunfels)

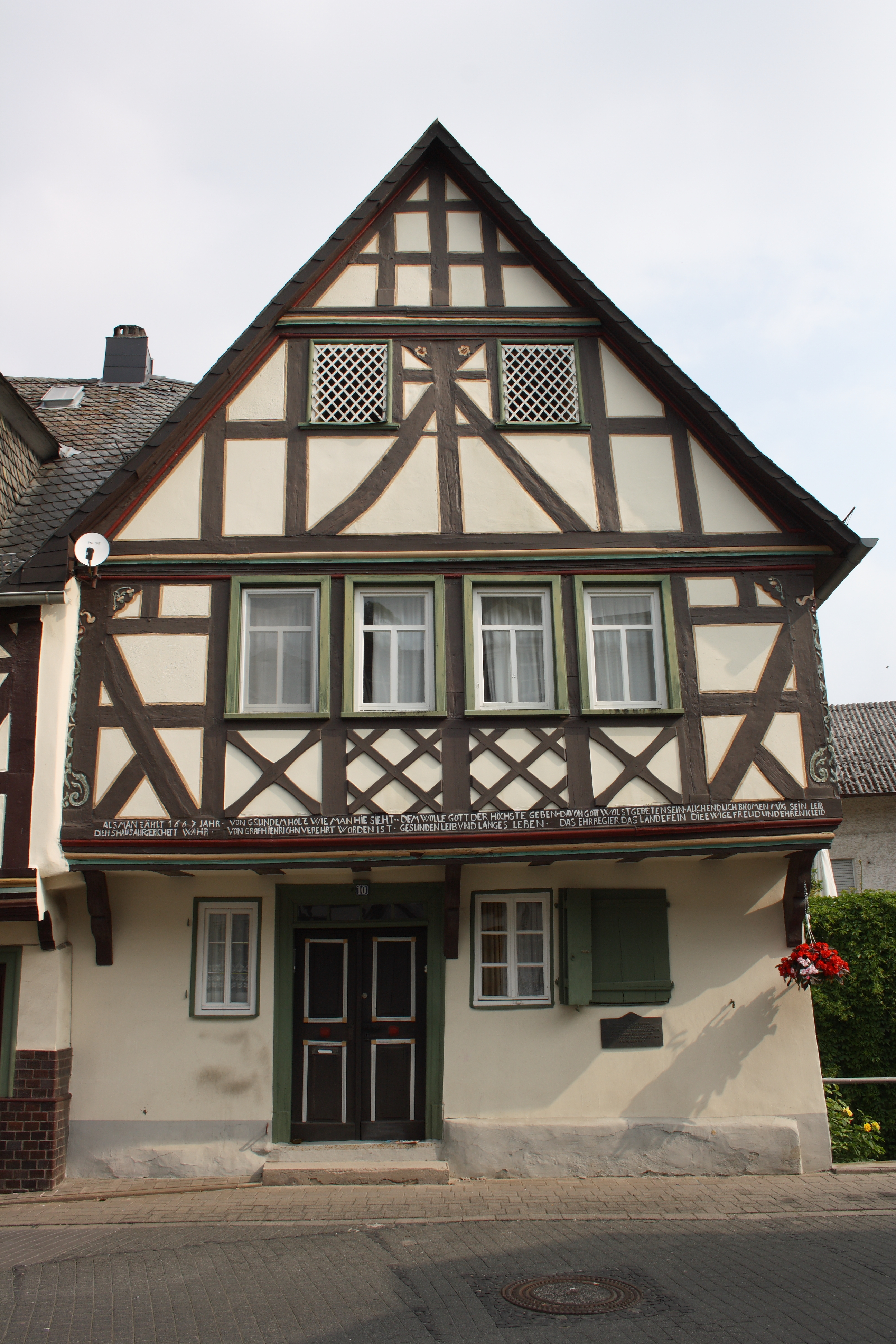
Haus Burgweg 10 in Braunfels

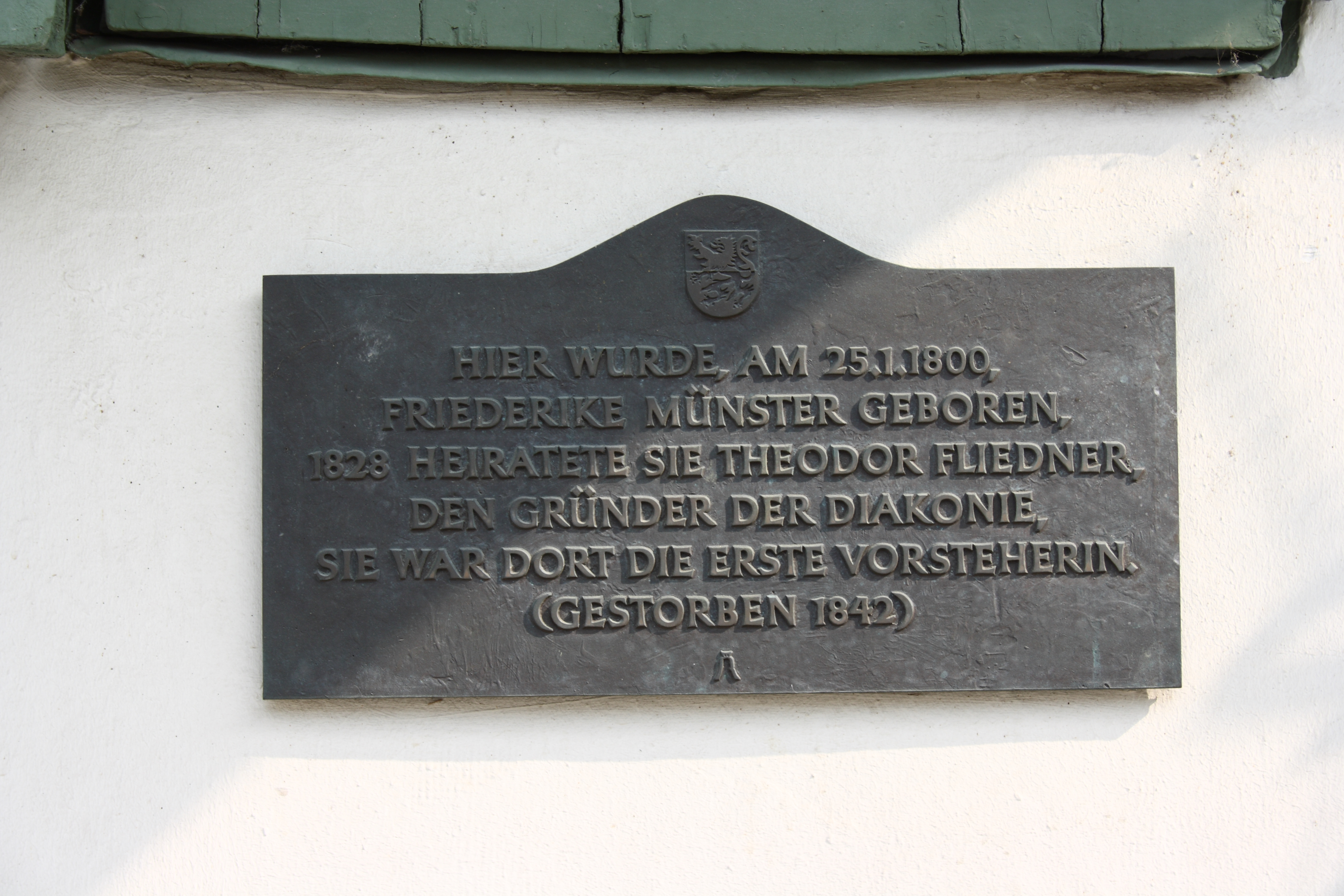
Gedenktafel für Friederike Fliedner

Das Gebäude Burgweg 10 in Braunfels, einer Stadt im Lahn-Dill-Kreis in Hessen, wurde 1667 errichtet. Das Fachwerkhaus ist ein geschütztes Baudenkmal.

## Beschreibung
Laut einer Inschrift stiftete Graf Heinrich Trajektin zu Solms-Braunfels 1667 das Bauholz für das Gebäude, das anfänglich als Brauhaus genutzt wurde. Auf einem hohen Keller am Hang steht ein Fachwerkobergeschoss und ein Dachgeschoss. Das Obergeschoss der straßenseitigen Giebelfront kragt auf kurzen Streben vor. Das Haus ist mit reichen Verzierungen an Eckständern und Kopfwinkeln versehen.
Eine Gedenktafel erinnert daran, dass hier im Jahr 1800 Friederike Fliedner, Mitbegründerin der Diakonie in Deutschland, geboren wurde.